# 鉄道カラー

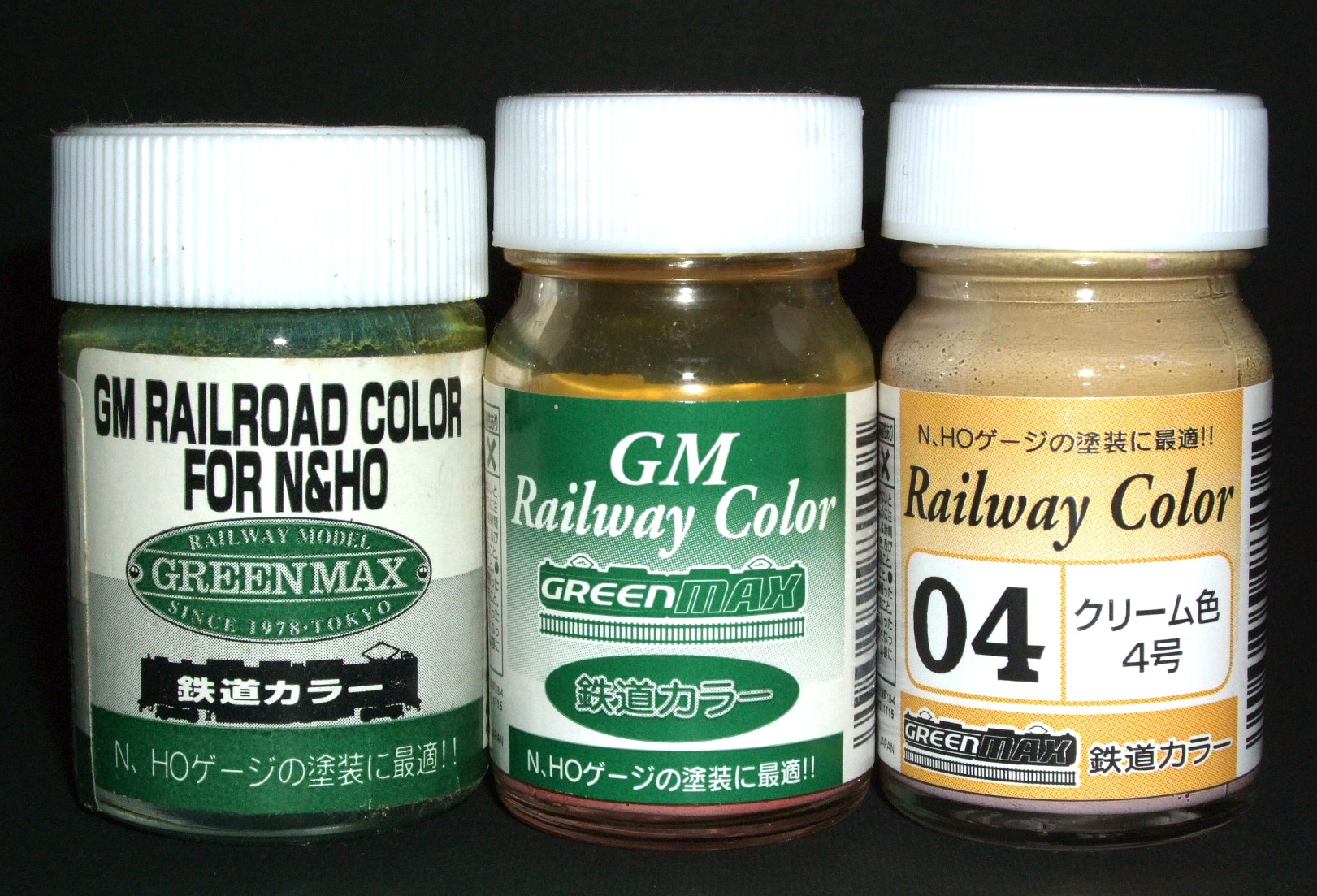
鉄道カラーの瓶。現行品は右側の瓶とデザインである。

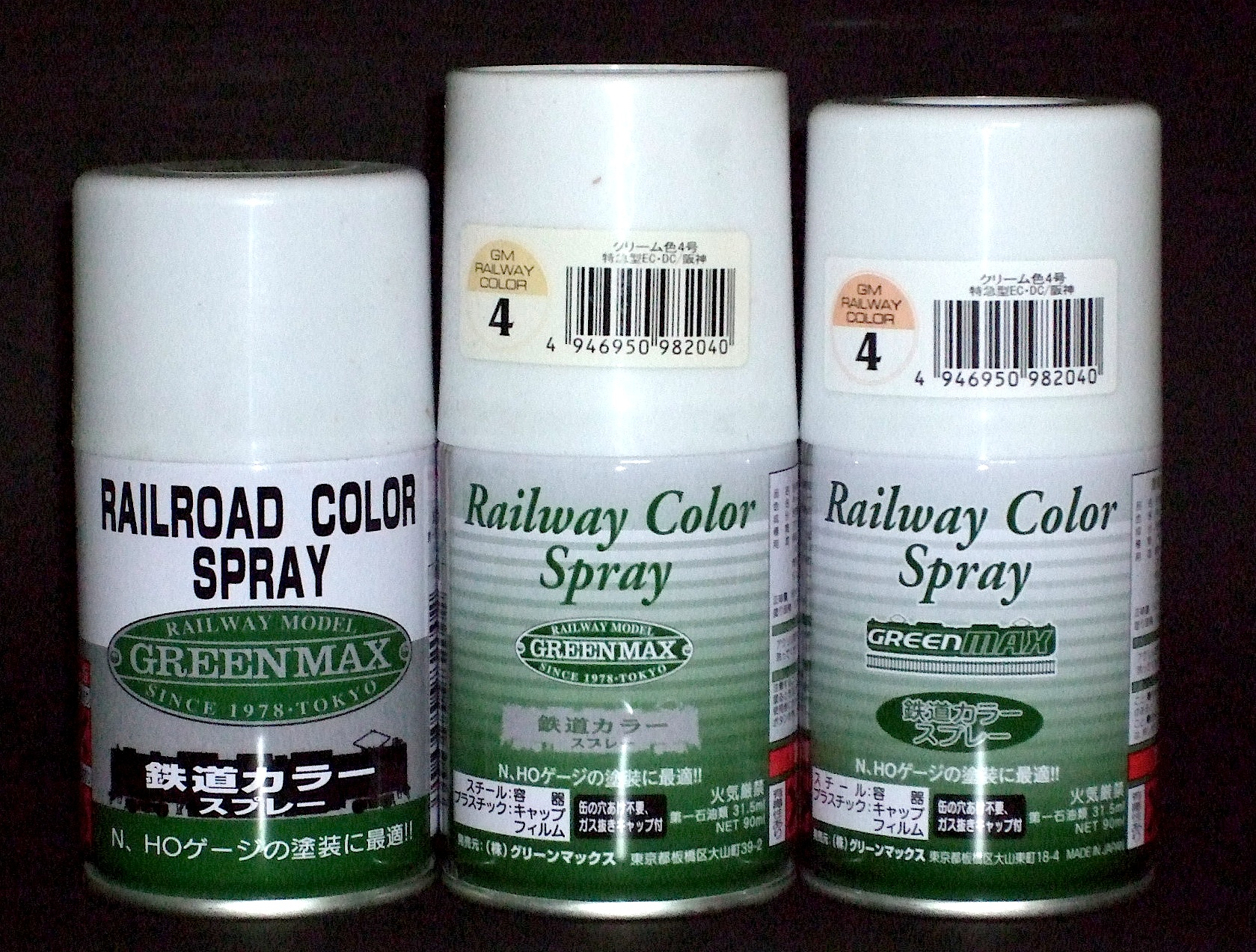
鉄道カラーのスプレー。現行品は右側のデザインとキャップである。

鉄道カラー（てつどうカラー）はグリーンマックスが発売している鉄道模型用塗料。製造は藤倉化成。

## 概要
かねてより金属製、またはペーパー製の鉄道模型向けとして、マッハ模型や日光モデルなどからラッカー塗料が発売されていたが、ラッカー塗料はプラスチックを侵すためプラスチック製品には使用出来なかった。そのため、プラスチックを侵さない鉄道模型用塗料として、1978年頃グンゼ産業（現クレオス）から鉄道模型用塗料がＭｒカラー内にシリーズとして追加発売された。折しも1970年代末期はブルートレインブームに代表される鉄道ブームが巻き起こったため、それに伴う鉄道模型車両工作やストラクチャー工作、更にNゲージの飛躍的発展が、年少者の鉄道模型への大いなる需要を喚起した。それに刺激を受け翌1979年タカラ (現タカラトミー)もグンゼに対抗するべく鉄道カラーブランドとして発売された。タカラは当初年少者やビギナーの車両工作にも対応できるよう、塩ビ製の小型カップ6個に小分けしたカラーセットを販売していた。ブルートレインやL特急、近鉄特急等の私鉄特急用がリリースされていた。後にタカラの塗料分野からの撤退に伴いグリーンマックスが引き継いだ。
現在の製品は瓶入りの液体塗料、缶入りのスプレー塗料が発売されている。
性質としてはクレオスのMr.カラーと同じ油性アクリル系塗料であり、シンナー (うすめ液) などはクレオスのMr.カラー用のものが利用できる。
英字表記はタカラ時代および、グリーンマックス時代初期は「RAILROAD COLOR」であったが、現在は「Railway Color」となっている。
2013年4月10日出荷分より瓶入りカラーの本体価格が350円に改定。
GM鉄道カラーの項目も参照。

## 特色
鉄道で使われる色に特化した色が揃えられている。基本的には実物の色を再現しているが、中には朱色4号や青15号のような、実際の色調とは大きくかけ離れた色もあるため、後発のメーカーがより忠実な色調の製品を出すきっかけともなった。
ラジコンカーやプラモデルなどの鉄道模型以外の模型製品に使用する愛好者も多い。

## スプレー
吹き付け塗装に使えるスプレーも併売されている。通常サイズの他に、色によってはロングサイズの缶入りのものもある。スプレーにしかない色も発売されている。カタログには、キャップの裏に少量吹き付けてタッチアップに使用する方法も紹介されている。現在のキャップは使用後のガス抜きにも使えるものだが、先述のタッチアップにも使いやすいように改良されている。

### リスト
| 番号 | 色名            | 種別       | スプレー | 備考                                                          |
| ---- | --------------- | ---------- | -------- | ------------------------------------------------------------- |
| 1    | 赤2号           | 半光沢     | ○        |                                                               |
| 2    | ぶどう色2号     | 半光沢     | ○        |                                                               |
| 3    | 黄かん色        | 半光沢     | ○        |                                                               |
| 4    | クリーム色4号   | 半光沢     | ○        |                                                               |
| 5    | クリーム色1号   | 半光沢     | ○        |                                                               |
| 6    | 青22号          | 半光沢     | ○        |                                                               |
| 7    | 青15号          | 半光沢     | ○        |                                                               |
| 8    | 銀色            | メタリック | ○        | ロング缶あり                                                  |
| 9    | ねずみ色1号     | 半光沢     | ○        | ロング缶あり                                                  |
| 10   | 黒色            | 半光沢     | ○        | ロング缶あり                                                  |
| 11   | 朱色1号         | 半光沢     | ○        |                                                               |
| 12   | 黄5号           | 半光沢     | ○        |                                                               |
| 13   | 緑2号           | 半光沢     | ○        |                                                               |
| 14   | 灰色9号         | 半光沢     | ○        | ロング缶あり                                                  |
| 15   | 黄緑6号         | 半光沢     | ○        |                                                               |
| 16   | 青20号          | 半光沢     | ○        |                                                               |
| 17   | オレンジA       | 半光沢     | ○        | 旧名称 近鉄オレンジ                                           |
| 18   | ブルーA         | 半光沢     | ○        | 旧名称 近鉄ダークブルー                                       |
| 19   | ベージュA       | 半光沢     | ○        | 旧名称 西武鉄道トニーベージュ                                 |
| 20   | ラズベリーA     | 半光沢     | ○        | 旧名称 西武ラズベリー 赤13号流用可                            |
| 21   | アイボリーA     | 半光沢     | ○        | 旧名称 小田急電鉄アイボリー ロング缶あり クリーム色10号流用可 |
| 22   | ブルーB         | 半光沢     | ○        | 旧名称 小田急ブルー                                           |
| 23   | イエローA       | 半光沢     | ○        | 旧名称 西武イエロー                                           |
| 24   | ライトブルーA   | 半光沢     | ○        | 旧名称 東武鉄道ライトブルー                                   |
| 25   | 緑15号          | 半光沢     | ○        |                                                               |
| 26   | マルーンA       | 半光沢     | ○        | 旧名称 近鉄マルーン                                           |
| 27   | レッドA         | 半光沢     | ○        | 旧名称 西武レッド                                             |
| 28   | アイボリーB     | 半光沢     | ○        | 旧名称 西武アイボリー                                         |
| 29   | バーミリオンA   | 半光沢     | ○        | 旧名称 京浜急行電鉄バーミリオン                               |
| 30   | ライトグリーンA | 半光沢     | ○        | 旧名称 東急電鉄ライトグリーン                                 |
| 31   | 朱色4号         | 半光沢     | ○        |                                                               |
| 32   | マルーンB       | 半光沢     | ○        | 旧名称 阪急マルーン                                           |
| 33   | ダークグリーンA | 半光沢     | ○        | 旧名称 京阪電鉄ダークグリーン スプレーのみ                    |
| 34   | ライトグリーンB | 半光沢     | ○        | 旧名称 京阪ライトグリーン スプレーのみ                        |
| 35   | ダークグレー    | 半光沢     | ○        | ロング缶あり                                                  |
| 36   | 青緑1号         | 半光沢     | ○        |                                                               |
| 37   | 白3号           | 半光沢     | ○        | ロング缶あり                                                  |
| 38   | 赤14号          | 半光沢     | ○        |                                                               |
| 39   | アルミシルバー  | メタリック | ○        |                                                               |
| 40   | クリアーコート  | 光沢       | ○        | ロング缶あり                                                  |
| 41   | ブルーC         | 半光沢     | ○        | 旧名称 伊豆急ペールブルー                                     |
| 42   | ブルーD         | 半光沢     | ○        | 旧名称 伊豆急ハワイアンブルー                                 |
| 43   | 朱色5号         | 半光沢     | ○        |                                                               |
| 44   | クリアーコート  | 半光沢     | ○        | ロング缶あり                                                  |
| 45   | 淡緑1号         | 半光沢     | ×        |                                                               |
| 91   | メトロレッド    | 半光沢     | ○        | 限定色 スプレーのみ                                           |